# Смерть мухи
«Смерть мухи» (чеш. Smrt mouchy) — чехословацкий художественный фильм, снятый режиссёром Карелом Кахиня в 1976 году на киностудии Баррандов.
Фильм вышел на экраны в 1977 году.

## Сюжет
Семнадцатилетний студент Милан хочет избавиться от своего болезненно-патологического страха мух, который возник в раннем детстве. Только тогда, когда он преодолеет страхи, будет чувствовать себя зрелым и ответственным за себя и свои поступки человеком …

## В ролях
- Злата Адамовска
- Отакар Броушек
- Отакар Броушек (младший)
- Милена Дворска — Кодетова
- Йозеф Сомр — отец
- Мирослава Шафранкова — мать
- Петр Ганичинец
- Сюзанна Кадлецова
- Яна Краусова
- Петр Костка